# Вайб-кодинг
Вайб-кодинг (англ. Vibe coding або англ. vibecoding) — це практика програмування на основі взаємодії із штучним інтелектом, у якій програміст віддається «вайбу» та потужності штучного інтелекту, не зациклюючись на деталях згенерованого коду. Описавши проблему кількома реченнями, програміст може спостерігати, як велика мовна модель (ВММ, англ. LLM) створює код, наприклад застосунок або вебсайт.. Вайб-кодинг «може здаватися магією». Вайб-кодинг дозволяє програмістам-любителям створювати програмне забезпечення, для якого раніше потрібна була команда програмістів. Така практика не суперечить переконанням індустрії програмного забезпечення, що розробка програмного забезпечення вимагає великої майстерності. Вона вказує на можливість людині зосередитись на ідеї проєкту, передавши ВММ технічну частину програмування. Термін було запроваджено Андреєм Карпати у лютому 2025 року.

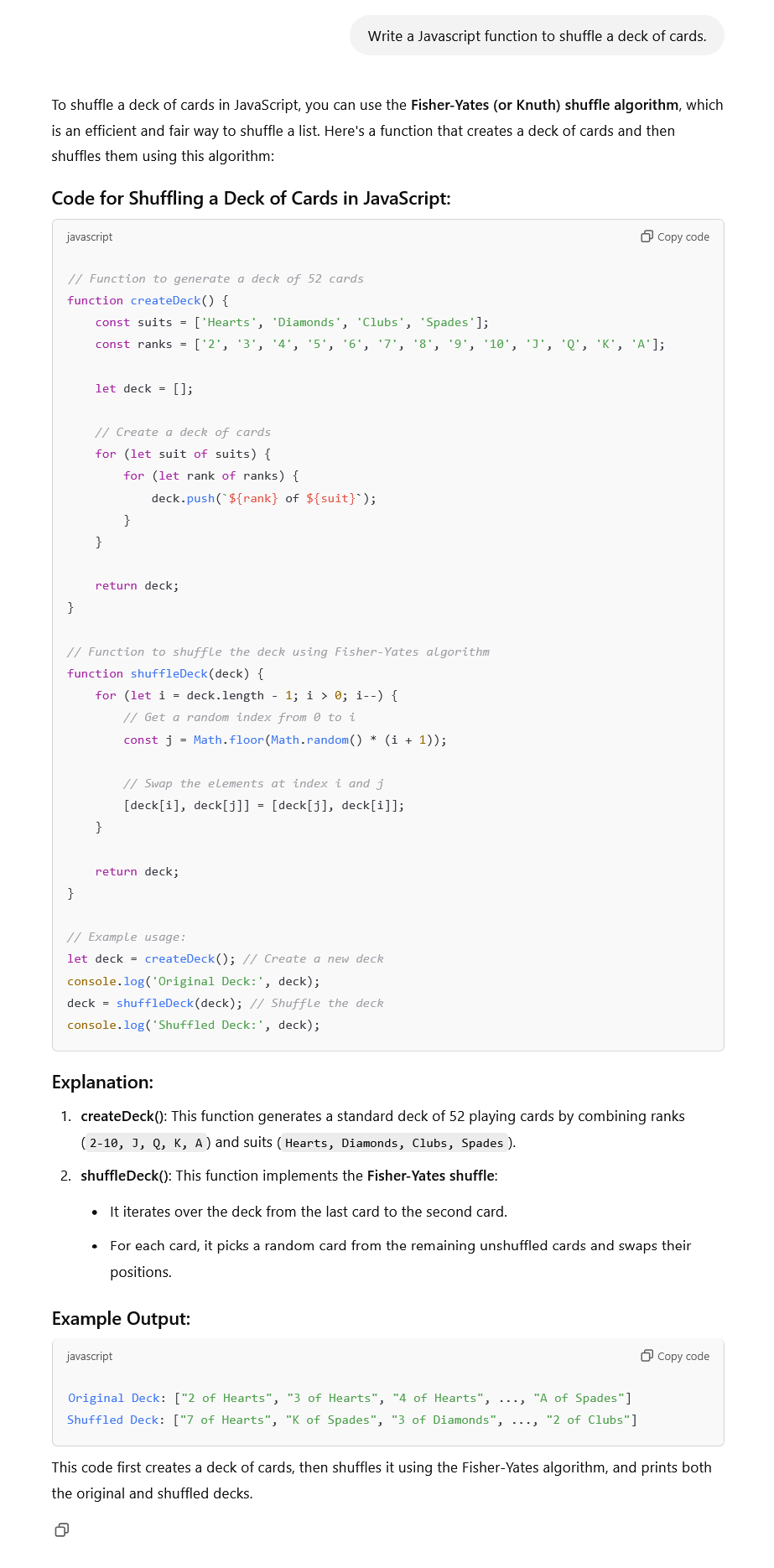
У ChatGPT просять «написати функцію на Javascript для тасування колоди карт»

Інакше цю техніку можна назвати «парне програмування з ШІ», або навіть — «ШІмбіотичне програмування». Якщо вайб-кодинг зосереджує увагу на творчості людини, то термін ШІмбіотичне програмування вказує на процес взаємодії.

## Визначення
Андрей Карпати, співзасновник OpenAI і колишній керівник ШІ в Tesla, запровадив цей термін у лютому 2025 року. Вайб-кодинг — це новий стиль кодування, який базується на інструментах ШІ. Програміст може описати програму словами та отримати інструмент ШІ для створення робочого коду, не вимагаючи розуміння коду. Він описав, як він пасивно взаємодіє зі штучним інтелектом, розмовляючи з ним за допомогою технології розпізнавання голосу, такої як SuperWhisper, і дозволяючи ШІ розібратися з усіма деталями самостійно. Андрей Карпати каже, що він піддається «вайбу» штучного інтелекту та приймає його «експоненціальну» потужність, ігноруючи деталі згенерованого коду. Наприклад, він просить штучний інтелект виконати такі завдання, як додавання відступів на бічній панелі. Коли виникають помилки, він просто копіює їх у систему без додаткових пояснень. Він сказав: «Насправді це не кодування — я просто бачу речі, кажу речі, запускаю речі та копіюю-вставляю речі, і це переважно працює». Андрей Карпати визнає, що вайб-кодинг є недосконалим: інколи ШІ інструменти не можуть виправити помилки, і тоді він повинен вносити зміни, доки проблема не буде вирішена.
Ключовою частиною визначення «вайб-кодинг» є те, що користувач приймає код без повного розуміння. Дослідник штучного інтелекту Саймон Віллісон сказав: «Якщо ВММ написала кожен рядок вашого коду, але ви все це переглянули, протестували та зрозуміли, це не є вайб-кодингом для мене — це використання ВММ як помічника при наборі».

## Відгуки
Журналіст Кевін Руз, який каже, що не може написати жодного рядка коду, використовував вайб-кодинг, щоб створити кілька частин програмного забезпечення. Він описав це як «програмне забезпечення для одного», невеликі, специфічні фрагменти коду для вирішення життєвих проблем, таких як аналіз вмісту його холодильника, щоб запропонувати продукти для упакованого ланчу. Їхні функції обмежені і можуть працювати не повністю. Тим не менш, він описав вайб-кодинг як «приголомшливий досвід», схожий на те, що він відчував після першого використання ChatGPT. Руз описує вайб-кодинг як процес, у якому програмісти можуть описати проблему кількома реченнями, а потім спостерігати, як модель штучного інтелекту працює над програмуванням спеціального інструменту для вирішення проблеми. Вайб-кодинг може здатися магією для тих, хто не є програмістом. Руз описав деякі ситуації, коли вайб-кодинг не вдавався, наприклад, штучний інтелект вигадав фальшиві відгуки на вебсайті магазину. Руз описав найкраще використання вайб-кодингу для завдань хобі, а не для основних. Руз зауважує, що примітним у вайб-кодингу є те, що аматори можуть створювати програмне забезпечення, яке досі потребувало команди інженерів.
Користувач X (Twitter) високо оцінив повне впровадження ШІ-кодування, водночас зазначивши, що деякі розробники досі пишаються написанням коду вручну.
У лютому 2025 року Business Insider описав вайб-кодинг як нове модне слово в Кремнієвій долині.
У відео «Vibe Coding is the Future» за березень 2025 року керуючий партнер Джаред Фрідман сказав, що ШІ створив 95 % кодових баз для чверті поточної партії стартапів Y Combinator.